# Věra Suková
Věra Pužejová, 1961 gift Suková, född 13 juni 1931, Uherské Hradiště, dåvarande Tjeckoslovakien, död 13 maj 1982 i Prag, var en tjeckisk högerhänt tennisspelare.

## Tenniskarriären
Vera Suková var under perioden 1952-64 elva gånger tjeckoslovakisk mästare i damsingel.
1957 nådde Suková tillsammans med den jämnårige landsmannen och flerfaldige Davis Cup-spelaren Jiri Javorsky finalen i mixed dubbel-turneringen i Franska mästerskapen vid Roland Garros. Paret vann över Edda Buding/Luis Ayala med siffrorna 6-3, 6-4. Suková tog därmed sin första och enda titel i en Grand Slam-turnering. Hon nådde i samma turnering semifinalen i singel.
Sommaren 1962 nådde hon finalen i singel i Wimbledonmästerskapen. Hon mötte där den amerikanska spelare Karen Susman. Suková förlorade med 4-6, 4-6.
Vera Suková deltog i Tjeckoslovakiens Fed Cup-lag 1963, varvid hon spelade 2 matcher av vilka hon vann 1. Hon var sedan under flera år icke spelande kapten för laget, också för laget som 1975 vann Fed Cup.

## Spelaren och personen
Vera Suková var från början inställd på att spela basketboll och började först i sena tonåren att spela tennis. Redan tre år senare (1952) blev hon tjeckoslovakisk mästare i tennis.
Efter avslutad internationell tenniskarriär arbetade Suková som statligt anställd tennistränare. Hon tränade bland andra spelare som Renata Tomanova.
Hennes make, Cyril Suk II var president i det tjeckoslovakiska tennisförbundet. Parets båda barn, Helena Suková och Cyril Suk III, var båda framgångsrika tennisproffs.

## Grand Slam-titlar
- Franska mästerskapen
  - Mixed dubbel - 1957